# Seccomalerei

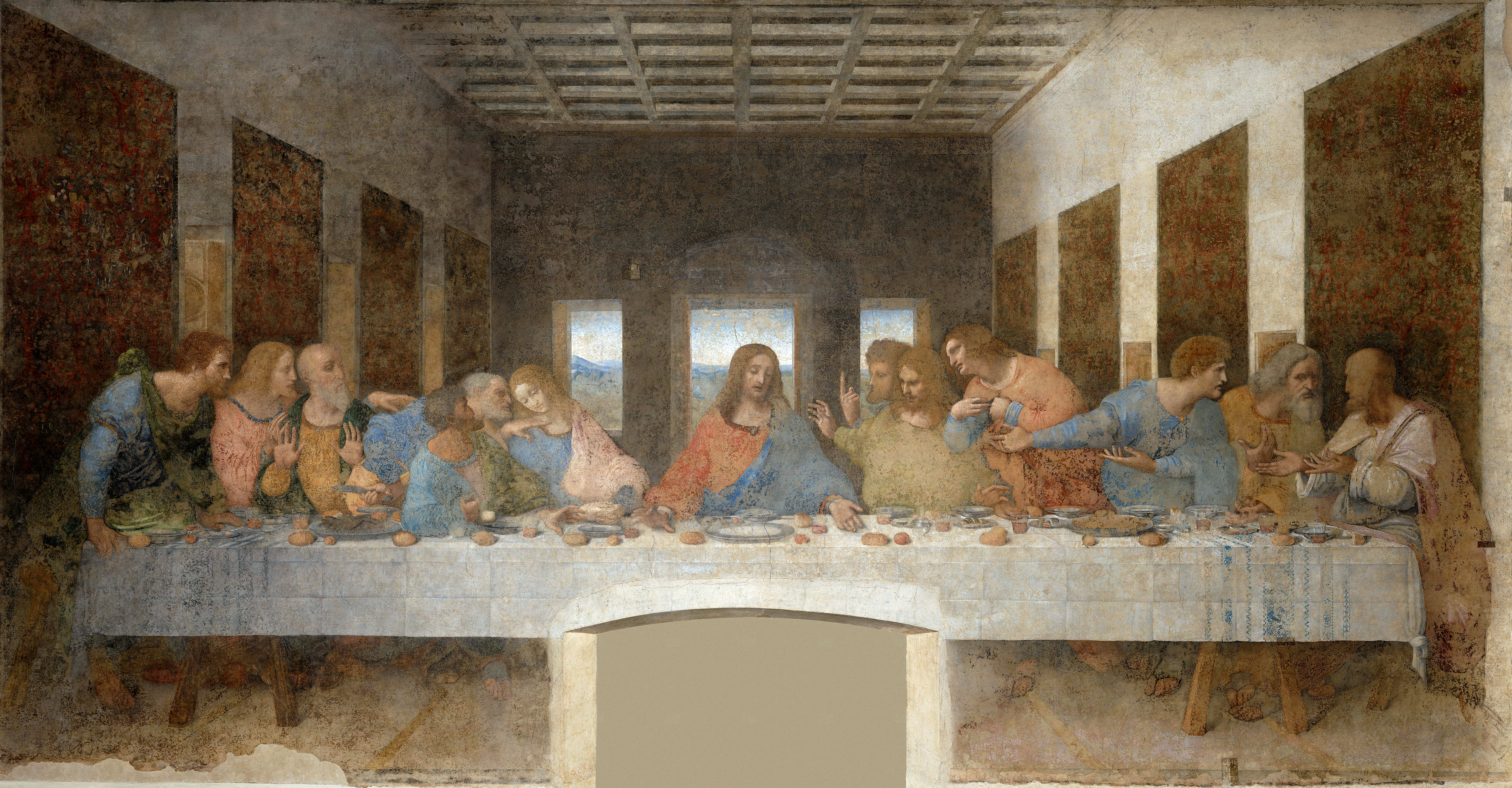
Das vermutlich berühmteste Secco-Gemälde:
„Das Abendmahl“, Leonardo da Vinci, um 1494–1498.

Die Seccomalerei (auch Sekkomalerei oder Trockenmalerei) von italienisch a secco (aufs Trockene) ist eine Technik der Wandmalerei.
Im Gegensatz zum Malen affresco wird dabei nicht auf den frischen, noch feuchten Kalkputz, sondern auf den bereits trockenen Putz oder auf das trockene Mauerwerk gemalt. Zu den Seccotechniken gehören die Leim-, die Kasein-, die Emulsions- sowie die Öl- und Harzmalerei.
Im deutschen Sprachraum werden umgangssprachlich häufig alle Wandmalereien als Fresken bezeichnet, ohne Bezug auf die Herstellungsweise.
Im Mittelalter fanden vor allem Kalk-, Kasein- und Temperafarben Verwendung, später auch Öl- und Silikatfarben. Kalk- und Kaseinfarben verlangen keine Vorbehandlung des Verputzes, wie das bei anderen Techniken erforderlich ist. In der kunstgeschichtlichen Epoche der Romanik wurde am häufigsten in dieser Technik gearbeitet.
Seccomalereien sind im Gegensatz zu den auf feuchten Putz gemalten Fresken weniger haltbar, da sie sich nicht in solch hohem Maße mit dem Untergrund verbinden. Ein berühmtes Beispiel eines schwer beschädigten Secco-Gemäldes ist „Das Abendmahl“ des Leonardo da Vinci im Refektorium des Dominikanerklosters Santa Maria delle Grazie in Mailand (15. Jahrhundert).
Außerhalb Europas finden sich Seccomalereien z. B. in Asien als tibetisch-buddhistische Wandmalereien.

## Beispiele von Seccomalereien im deutschsprachigen Raum
- Braunschweiger Dom, Niedersachsen (13. Jahrhundert)
- Kloster Lambrecht, Rheinland-Pfalz, gotische Seccomalerein (14. Jahrhundert)
- Evangelische Stadtkirche Zierenberg, Hessen (14. und 15. Jahrhundert)[3]
- St. Lukas in Mühlberg, Thüringen (15. Jahrhundert)
- St. Marien in Herzberg/Elster, Brandenburg (15. Jahrhundert)
- Wehrkirche St. Walburga in Bad Steben, Bayern (16. Jahrhundert)
- St. Wolfgang in Hünenberg, Schweiz (16. Jahrhundert)
- Burgkapelle der Burg Kriebstein, Sachsen (15. Jahrhundert)

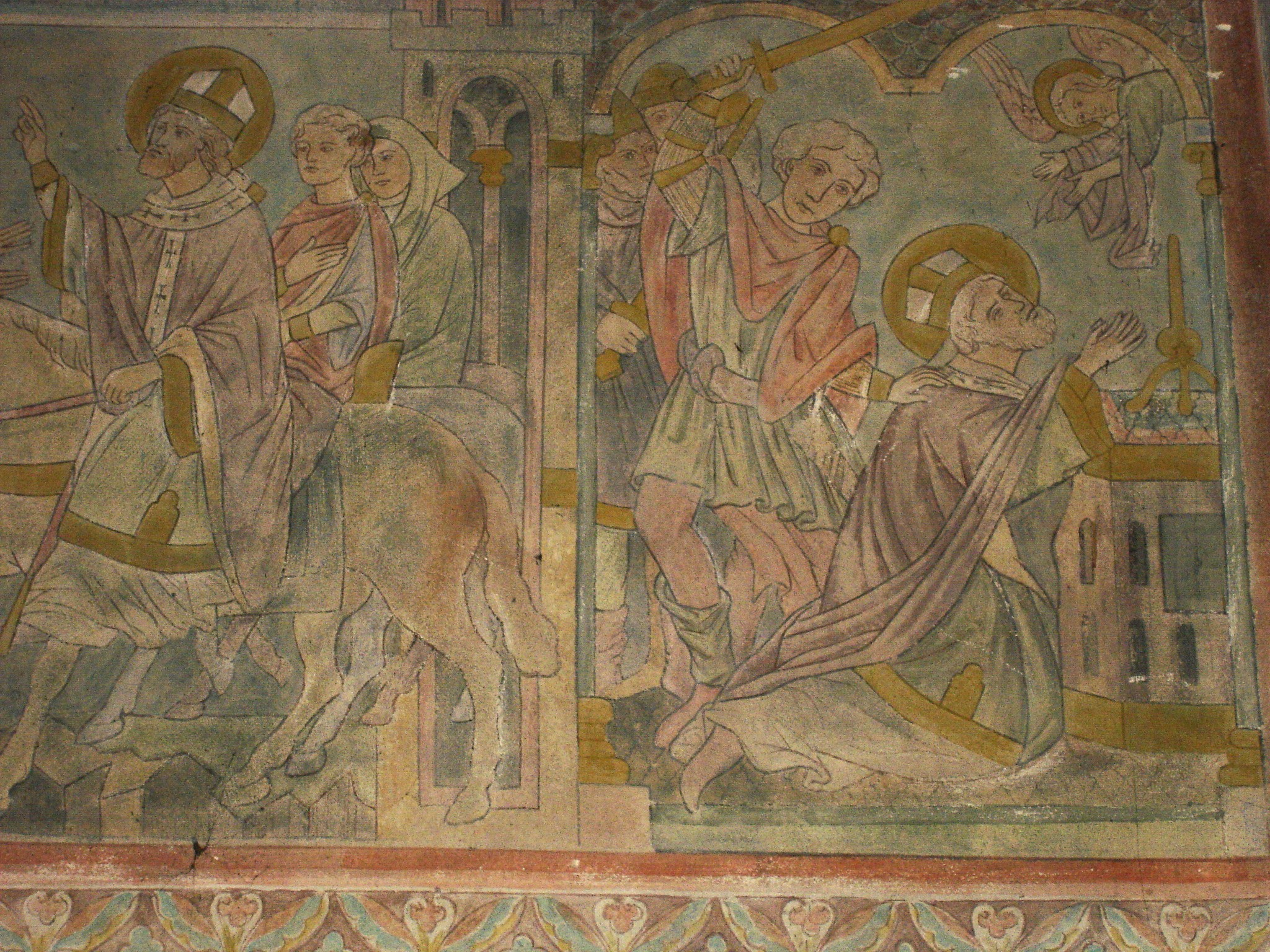
Braunschweiger Dom (13. Jahrhundert)
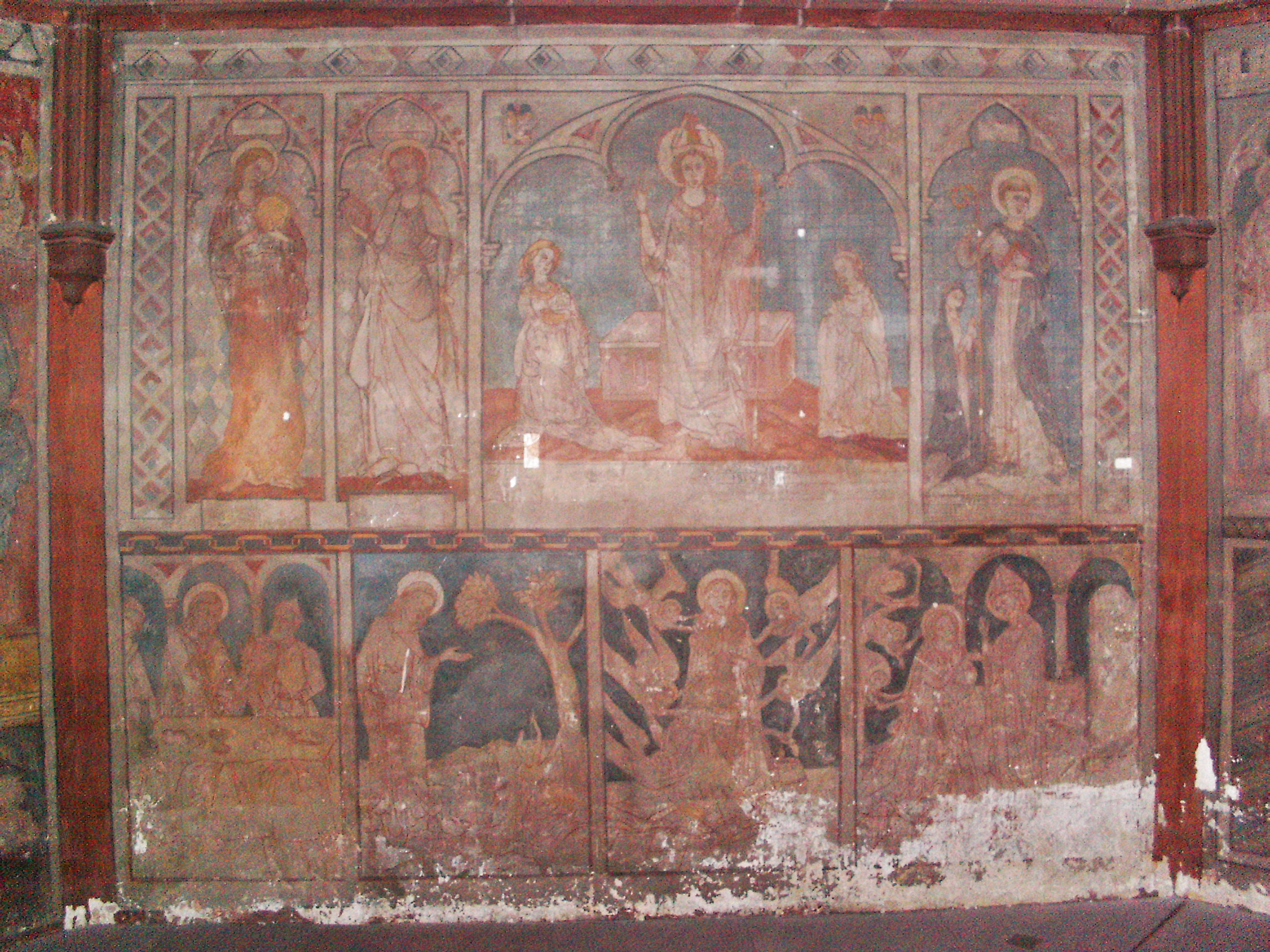
Die „Lambertuswand“ im Kloster Lambrecht (14. Jahrhundert)
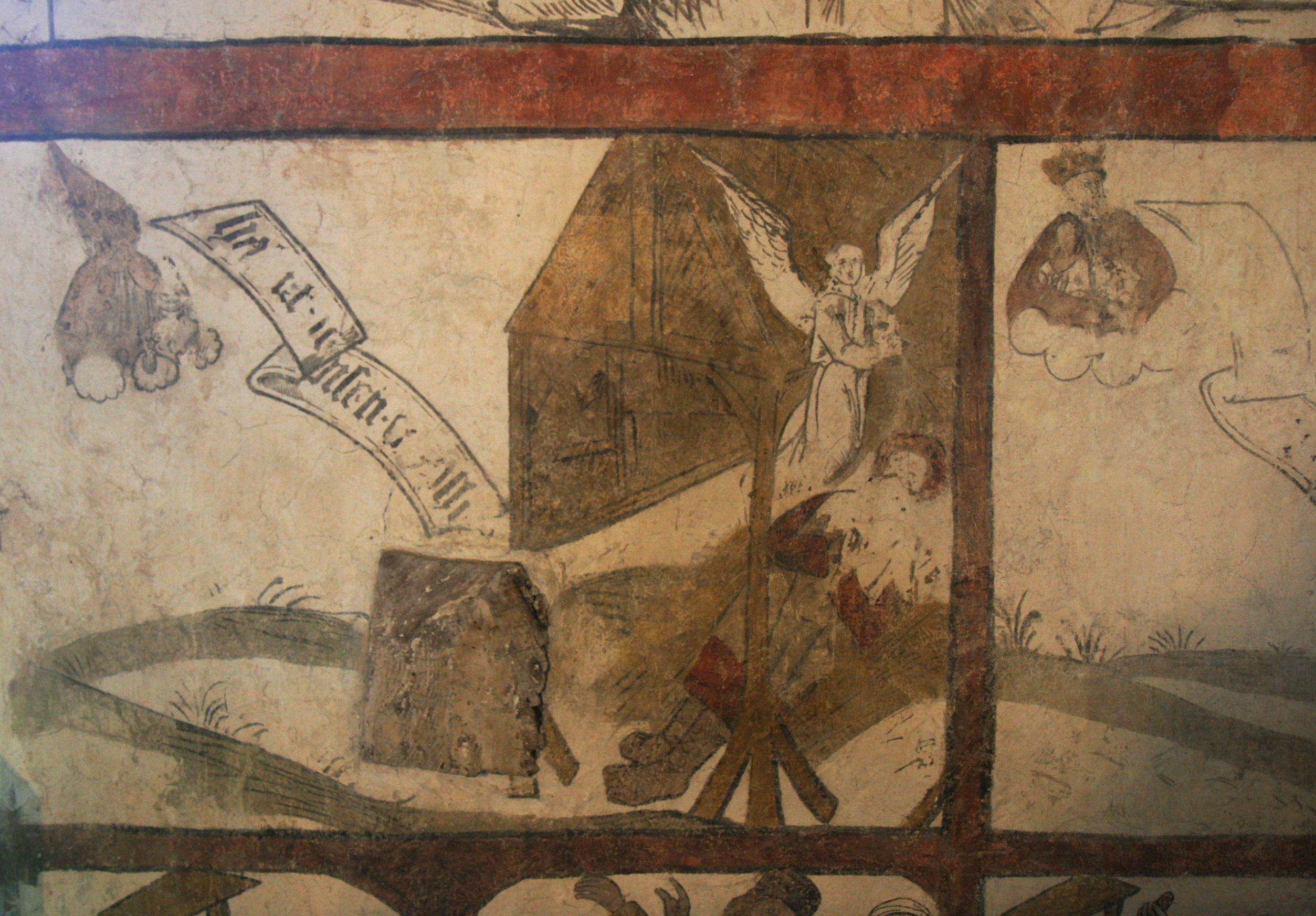
Stadtkirche in Zierenberg (14. und 15. Jahrhundert)
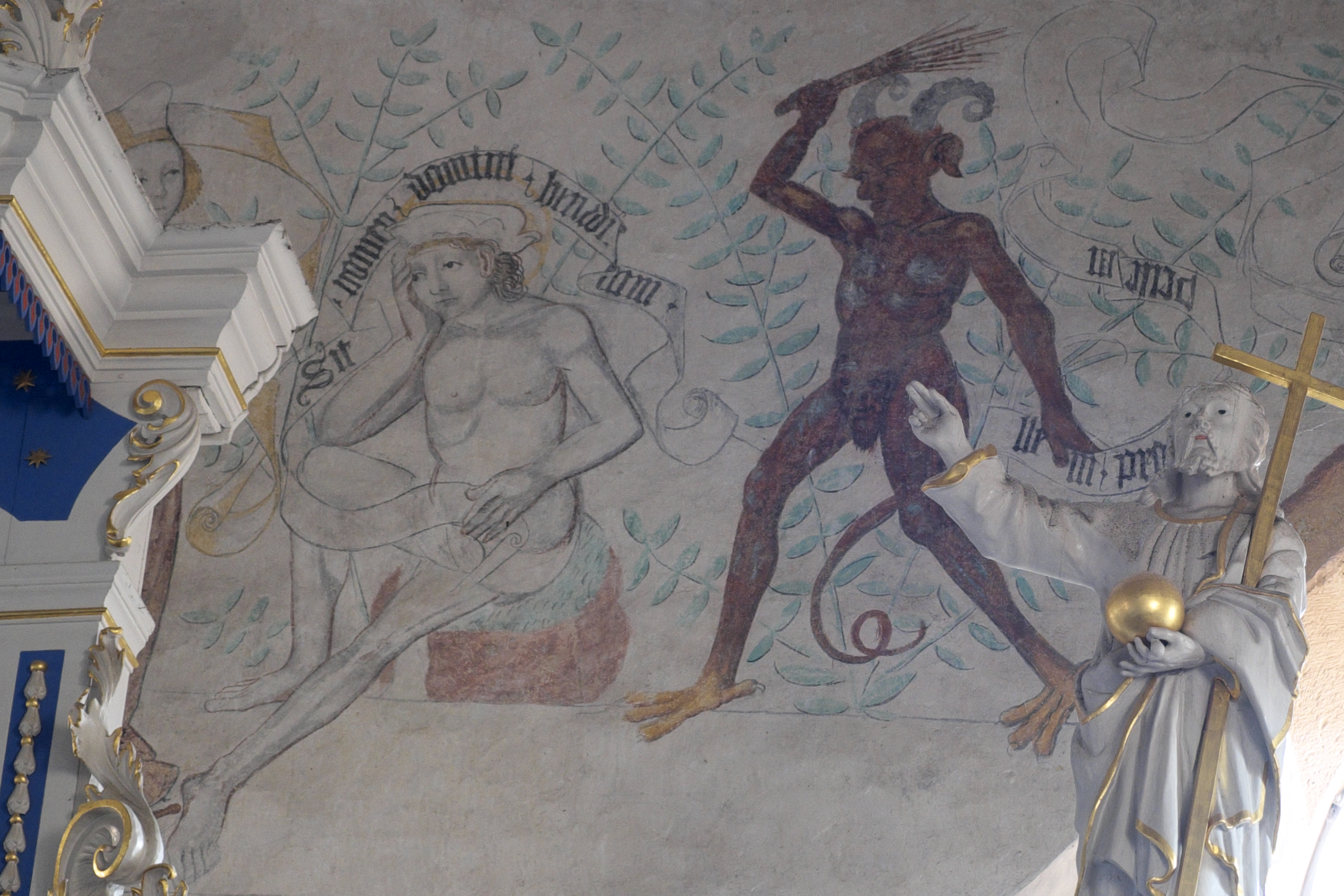
St. Lukas in Mühlberg (15. Jahrhundert)
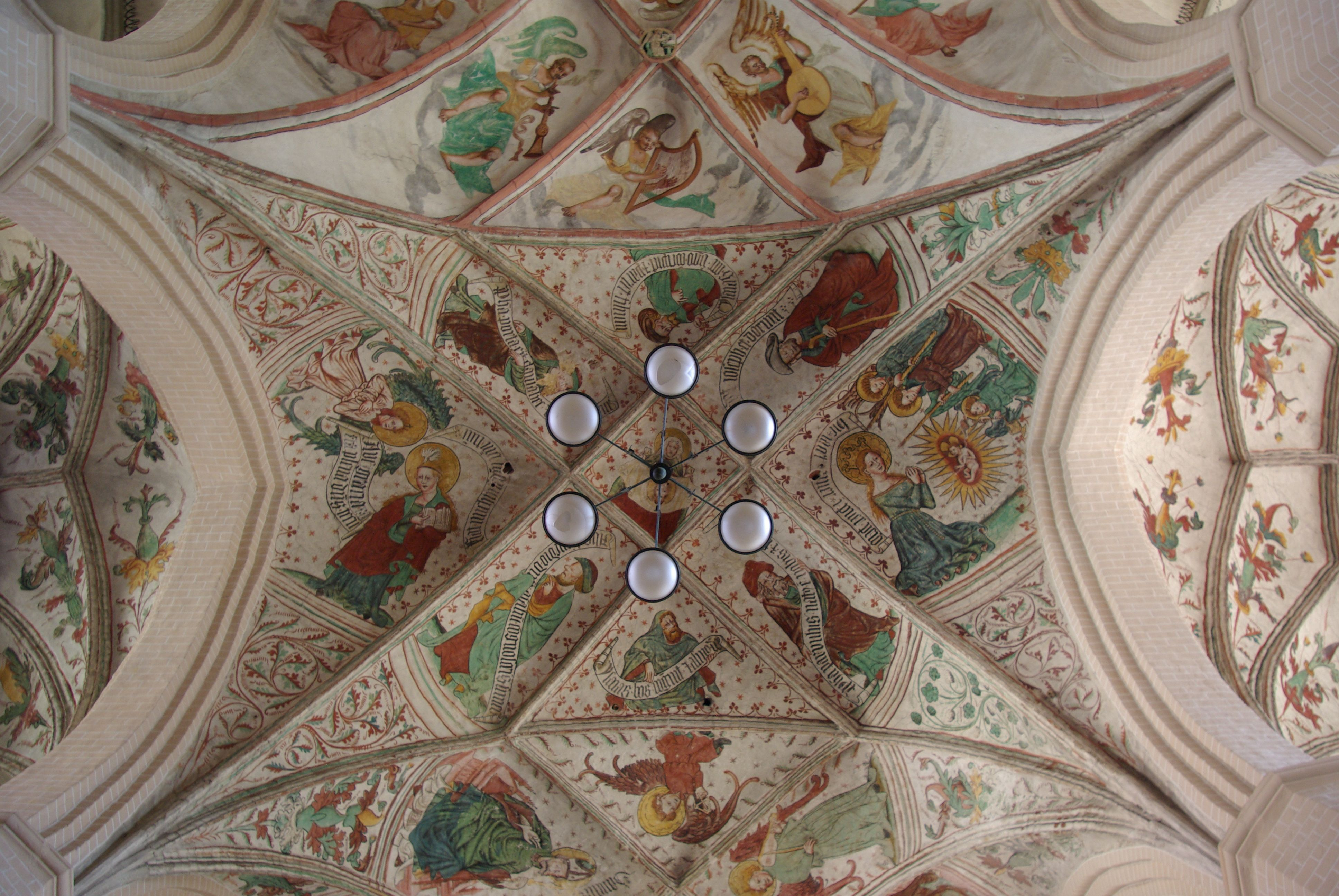
St. Marien in Herzberg/Elster (16. Jahrhundert)
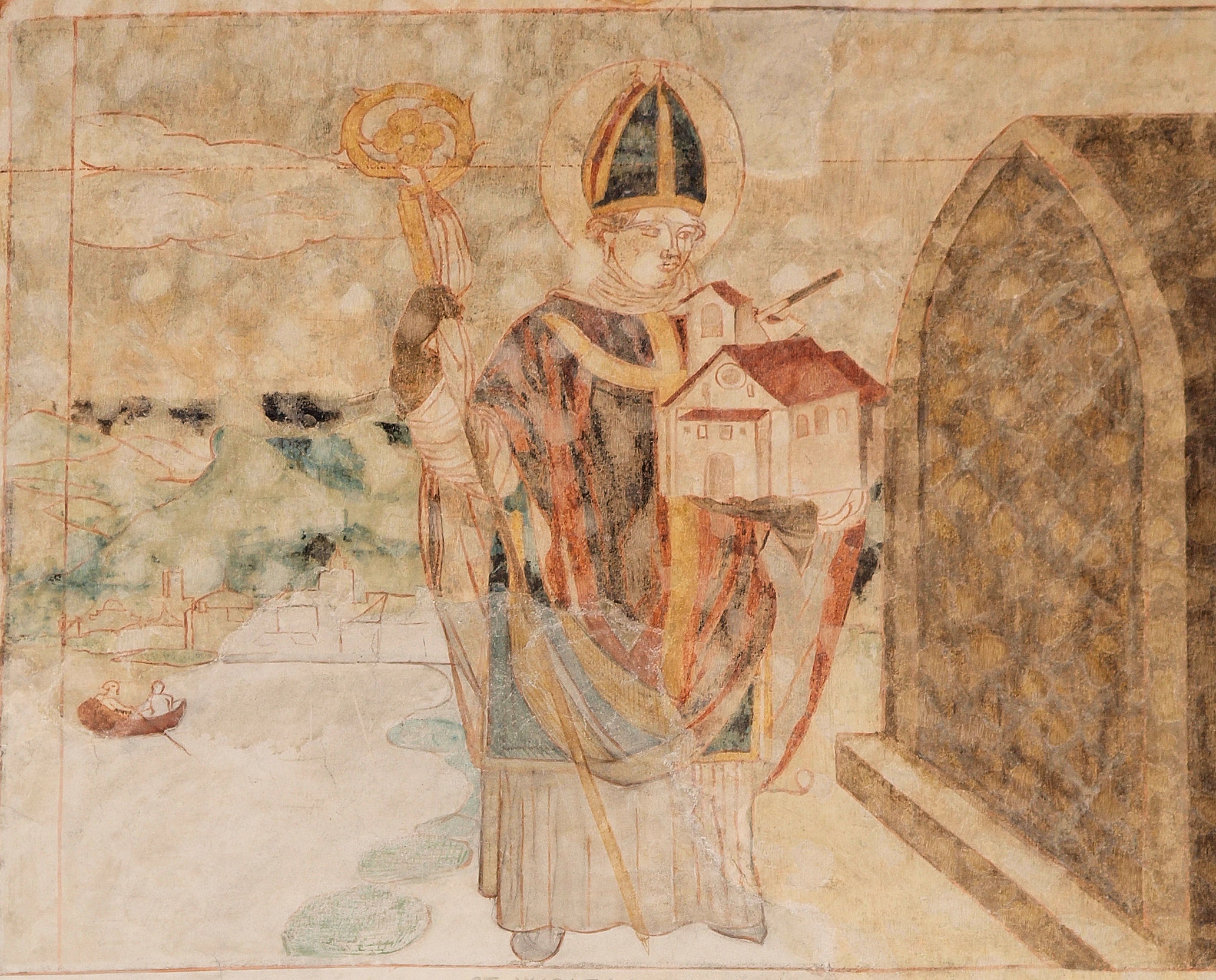
St. Wolfgang in Hünenberg (16. Jahrhundert)